# Newlines Institute for Strategy and Policy
Das Newlines Institute for Strategy and Policy, vormals bekannt als Center for Global Policy, ist nach seiner Selbstdarstellung eine überparteiliche Denkfabrik in Washington, D.C., Vereinigte Staaten, die sich für die Verbesserung der US-Außenpolitik auf der Grundlage eines tiefen Verständnisses der Geopolitik der verschiedenen Regionen der Welt und ihrer Wertesysteme einsetzt.
Das Institut wurde 2019 von Ahmed Alwani gegründet, der auch der Präsident des Instituts ist. Ahmed Alwani ist zugleich Präsident der Fairfax University of America (FXUA) und Vizepräsident des International Institute of Islamic Thought (Internationales Institut für Islamisches Denken; Abk. IIIT) in Herndon (Virginia), einer Vorstadt von Washington, D.C., welches wiederum von seinem Vater Taha Dschabir al-Alwani (1935–2016) mitbegründet wurde.
Das Newlines Newlines Institute for Strategy and Policy ist eine Abteilung der Fairfax University of America (FXUA). Sein Sitz ist in unmittelbarer Nähe des Institute for China-America Studies, des Washington Institute for Near East Policy, des Center for Strategic and International Studies, des Institute for Foreign Policy und des D. C. Policy Center.
Das Institut wurde international mit einem Bericht über die Verfolgung von Uiguren in der VR China bekannt.